# Banda Calypso
La Banda Calypso sono un duo musicale brasiliano nato a Belém nel 1999 dall'unione di Joelma (voce e coreografie) e Chimbinha (chitarra).
Inizialmente famosi nel circuito musicale del nord e del nordest del Brasile - i loro lavori erano distribuiti negli stati di Pará, Amapá, Tocantins, Piauí, Ceará, Paraíba, Rio Grande do Norte, Pernambuco, Alagoas, Sergipe, Bahia, Amazonas, Brasilia - hanno successivamente raggiunto una fama nazionale e iniziato a compiere tournée all'estero, segnatamente negli Stati Uniti e in alcuni paesi europei.
La Banda Calypso deve il suo nome all'omonimo ritmo caraibico, a cui il repertorio si ispira, pur contaminandolo con ritmi regionali del Parà nel produrre un repertorio di genere pop.